# Moffett Federal Airfield

i7
i11
i13
Das Moffett Federal Airfield (IATA-Code: NUQ, ICAO-Code: KNUQ), kurz auch Moffett Field, ist ein ziviler Flugplatz zwischen den kalifornischen Städten Mountain View und Sunnyvale, der von Google betrieben wird. Google hat den Platz im November 2014 vom Eigentümer, dem Ames Research Center der NASA, für 60 Jahre gemietet.

## Geschichte
Der Flugplatz ist aus einer Einrichtung der United States Navy, der Naval Air Station Sunnyvale hervorgegangen. Sie wurde kurz nach dessen Tod nach William A. Moffett benannt, der beim Absturz des Luftschiffs USS Akron (ZRS-4) 1933 starb.
Auch das Nachfolgeschiff der USS Akron, die USS Macon (ZRS-5) war zeitweise auf dem Moffett Field stationiert.
Während des Zweiten Weltkriegs waren unter anderem Marine-Luftschiff-Einheiten auf dem Flugplatz stationiert, die von dort aus entlang der Küste Patrouille fuhren und nach feindlichen U-Booten suchten. Das Moffett Field war dabei einer der Hauptstützpunkte.

## Gegenwart
Der Flugbetrieb für die Allgemeine Luftfahrt wird fortgesetzt. Hauptnutzer sind das Militär, Lockheed Martin Space Systems, sowie Google selbst mit seinen Firmenflugzeugen. Die größten militärischen Einheiten auf dem Flugplatz sind das 129th Rescue Wing der California Air National Guard und das 63rd Army Reserve Command, hinzu kommen noch einige kleinere Einheiten.
Google beabsichtigt, den teilweise abgerissenen historischen Hangar One, der ursprünglich für Luftschiffe errichtet worden war, wieder instand zu setzen und möchte das Gelände für Tests im Bereich Luft- und Raumfahrt sowie Robotik nutzen.

## Zwischenfälle
- Am 12. April 1973 kollidierte eine Convair CV-990 der US-amerikanischen NASA (Luftfahrzeugkennzeichen N711NA) im Anflug auf das Moffett Airfield von oben kommend mit einer Lockheed P-3C Orion (Bu 157332) der US Navy. Beide Flugzeug stürzten etwa 500 Meter südlich des Flugplatzes ab. Der Fluglotse hatte den Piloten der CV-990 eine geänderte Landebahn zugewiesen, ohne sie darauf hinzuweisen. Alle 11 Insassen, Besatzungsmitglieder und Passagiere, kamen ums Leben, ebenso wie die 5 Insassen der Orion.[3]

## Nationale Historische Zone
Die Hangars One, Two und Three sind gemeinsam als nationale historische Zone ausgewiesen und im National Register of Historic Places gelistet. Hangar One ist eine der größten freitragenden Konstruktionen.

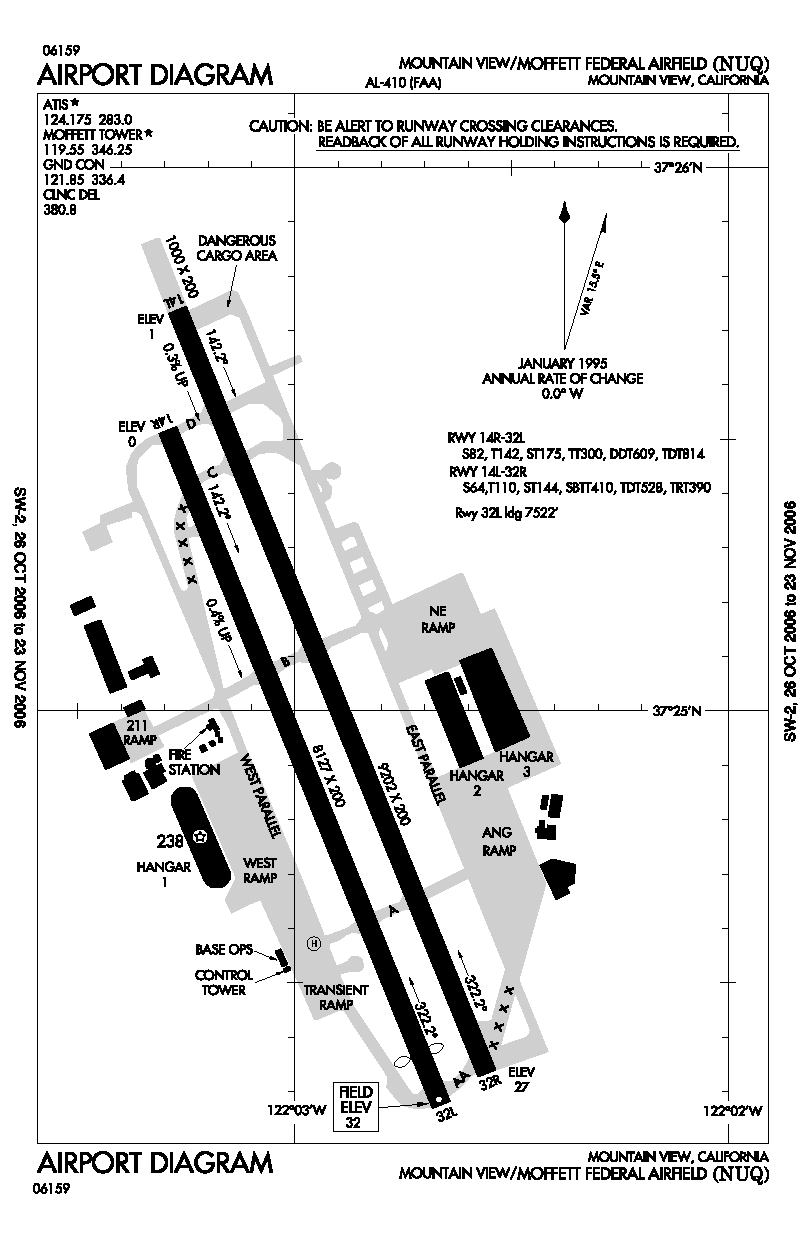
FAA Diagramm des Flughafens, ca. 2006
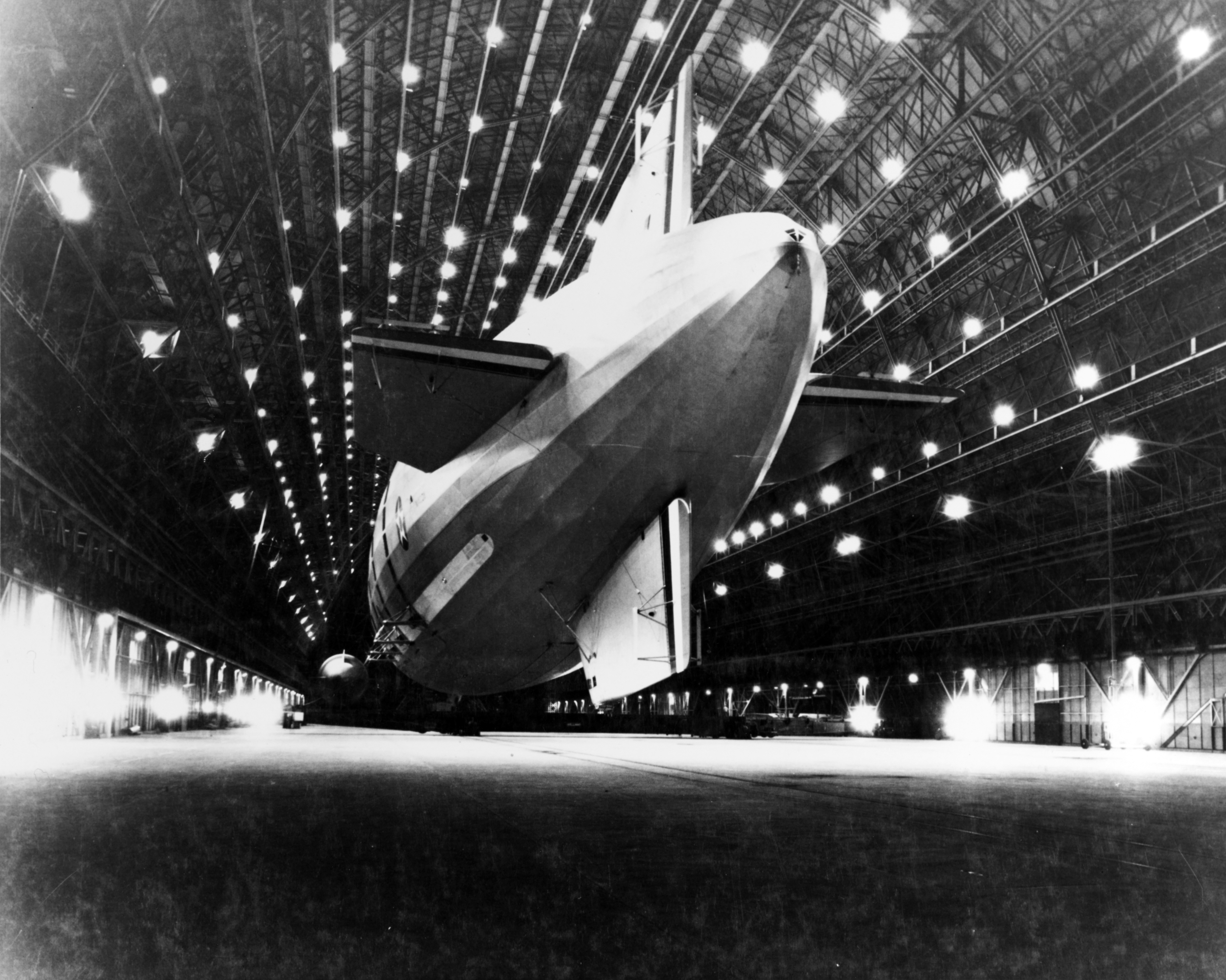
Das Luftschiff USS Macon (ZRS-5) im Hangar One, 1933
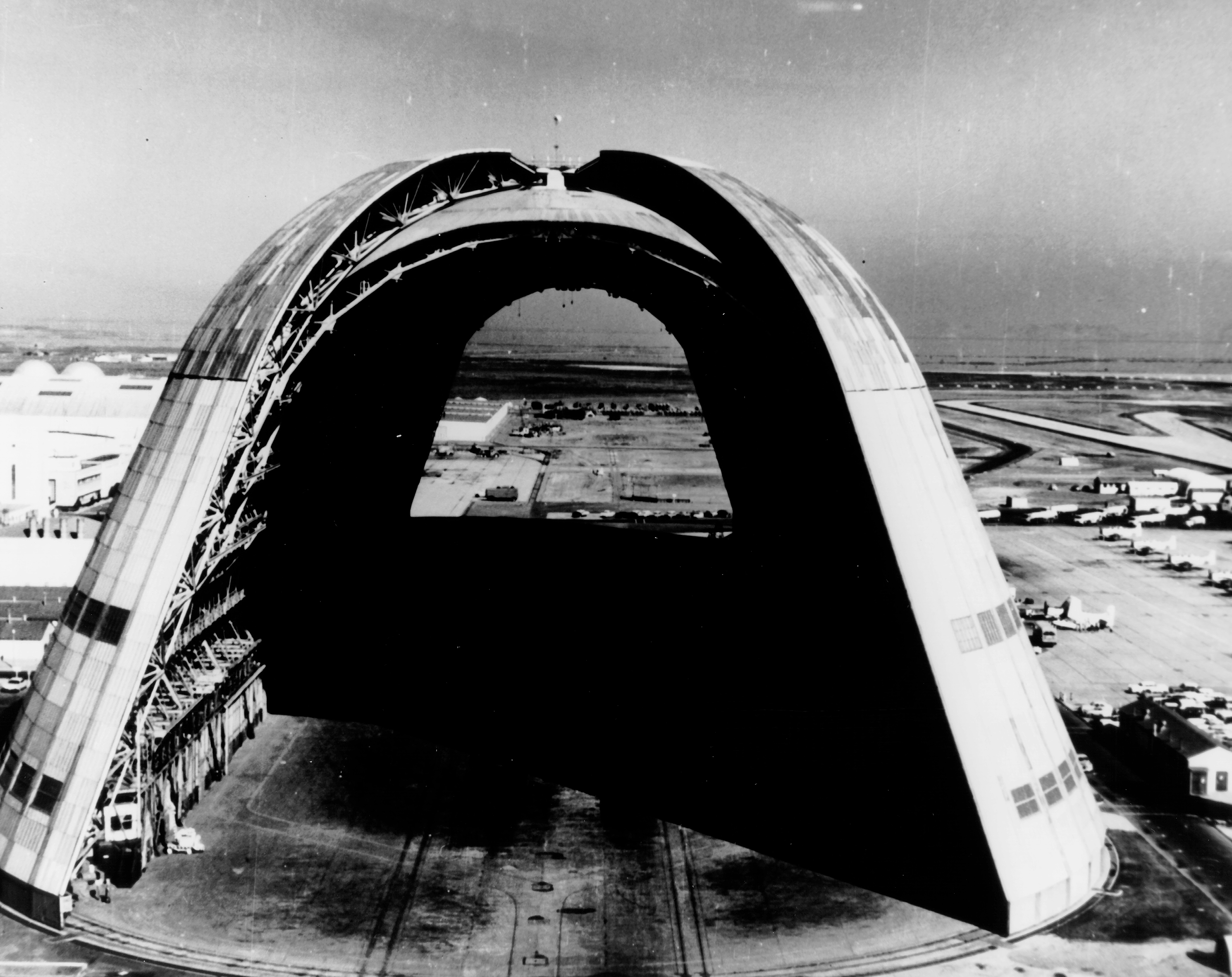
Der 1931–33 errichtete Hangar One, Aufnahme von 1963
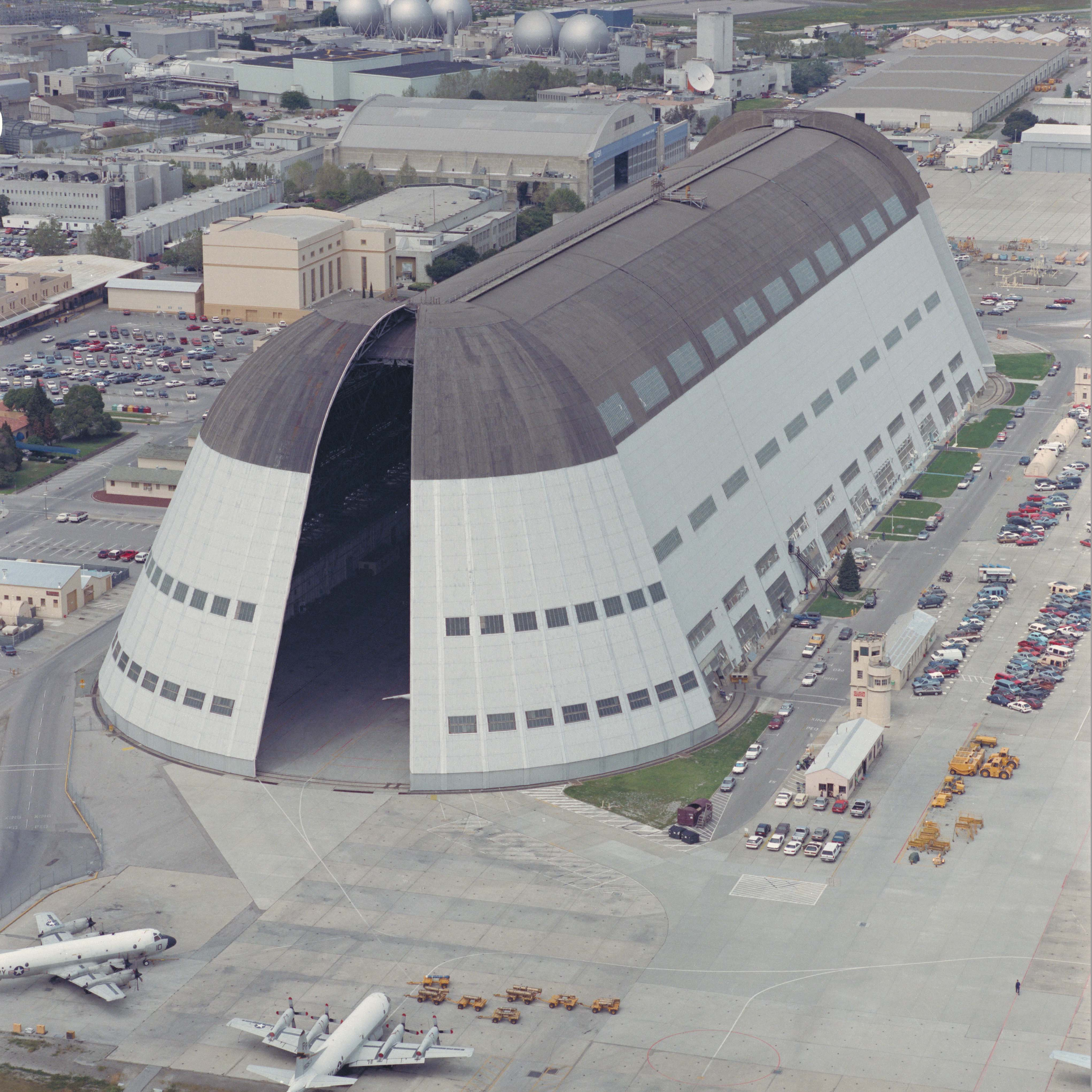
Moffett Field Hangar One, 1992
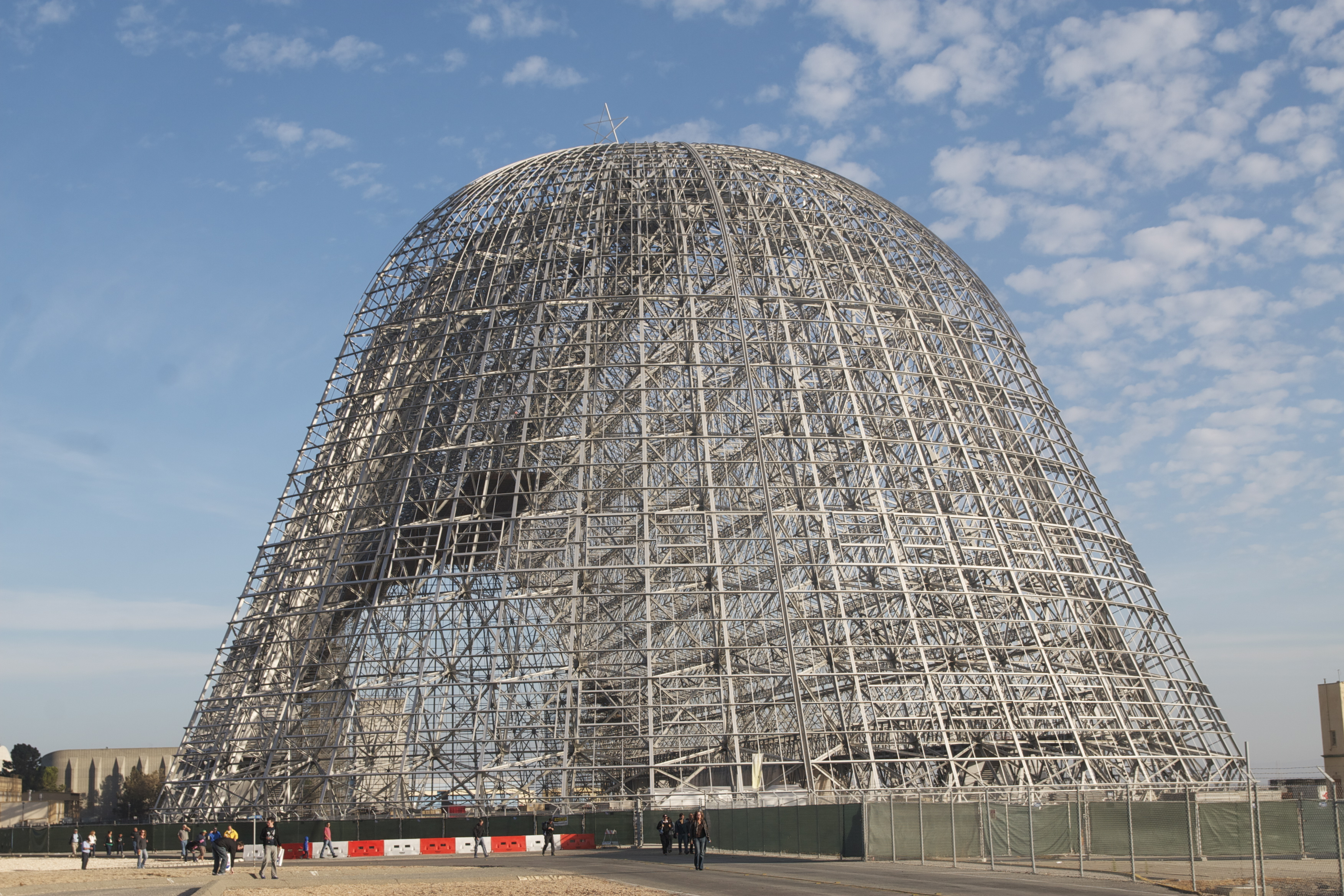
Der entkleidete Hangar One, 2012